# スリー・クッション
『スリー・クッション』は、1964年10月26日にTBS系列の『ナショナル劇場』でつなぎ番組として放送された音楽バラエティ番組の名称である。

## 概要
三部構成による番組で、第一部はリリオ・リズム・エアーズ、ダークダックス、スクールメイツによるコーラス、第二部は「三人娘」を中心としたソロ、コーラス、メドレー、第三部は雪村いづみのワンマン・ショーで構成。
前作『河のほとりで』終了後1964年東京オリンピック中継を挟んで、次作『さぼてん』開始前のつなぎとして放送された、『ナショナル劇場』シリーズでわずか2回しか放送されてないバラエティ番組の一つ。

## 司会
- 犬塚弘（ハナ肇とクレージーキャッツ）

## 出演者
- 伊藤素道とリリオ・リズム・エアーズ
- ダークダックス
- スクールメイツ
- 中尾ミエ
- 伊東ゆかり
- 園まり
- 雪村いづみ
- 梓みちよ
- 森繁久彌[3]
- ほか